# Сазово
Са́зово (рос. Сазово, башк. Һаҙ) — присілок у складі Калтасинського району Башкортостану, Росія. Входить до складу Краснохолмської сільської ради.
Населення — 549 осіб (2010; 578 у 2002).
Національний склад:
- марійці — 92 %